# 강덕선
강덕선(康德線)은 평라선의 남강덕역과 함북선의 수성역을 연결하는, 조선민주주의인민공화국의 철도 노선이다. 강덕역에서는 평라선의 송평역까지 삼각선으로 접속된다.

## 노선 정보
- 구간과 거리 : 남강덕역―수성역
- 역 수 : 4개(양단역 포함)
- 궤도 간격 : 1435mm(표준궤)
- 전철화 구간 : 전 구간(직류 3000V)
- 복선 구간 : 없음

## 연혁
- 1919년 12월 10일 : 함경선 나남역과 수성역 구간 개통
- 1922년 8월 1일 : 강덕역 개업
- 1941년 12월 1일 : 함경선 나남역과 청진역 구간의 개통으로 본선은 함경선과 분리됨, 동시에 강덕역과 청진서항역(송평역)을 연결하는 2.4km의 삼각선도 완공됨[2]

## 역 목록
- 남강덕역(南康德驛)
- 강덕역(康德驛)
- 근동역(芹洞驛)
- 수성역(輸城驛)